# Oratorio della Beata Vergine di Pompei (Bardi)
L'oratorio della Beata Vergine di Pompei è un luogo di culto cattolico dalle forme neoclassiche e neogotiche, situato ai piedi del castello in via Pompei a Bardi, in provincia di Parma e diocesi di Piacenza-Bobbio; è sussidiario della parrocchiale di San Giovanni Battista e della Beata Maria Vergine Addolorata di Bardi e fa parte del vicariato della Val Taro e Val Ceno.

## Storia
Il luogo di culto fu costruito per volere di Giuseppe Mazzocchi su un terreno donato da Caterina Zucchi Bertucci; i lavori furono avviati il 27 settembre del 1891 su progetto del capomastro Domenico Branchi, che realizzò anche le decorazioni in stucco della cupola e l'altare maggiore; l'edificio fu completato due anni dopo.
Nel 1995 l'oratorio fu completamente restaurato.

## Descrizione

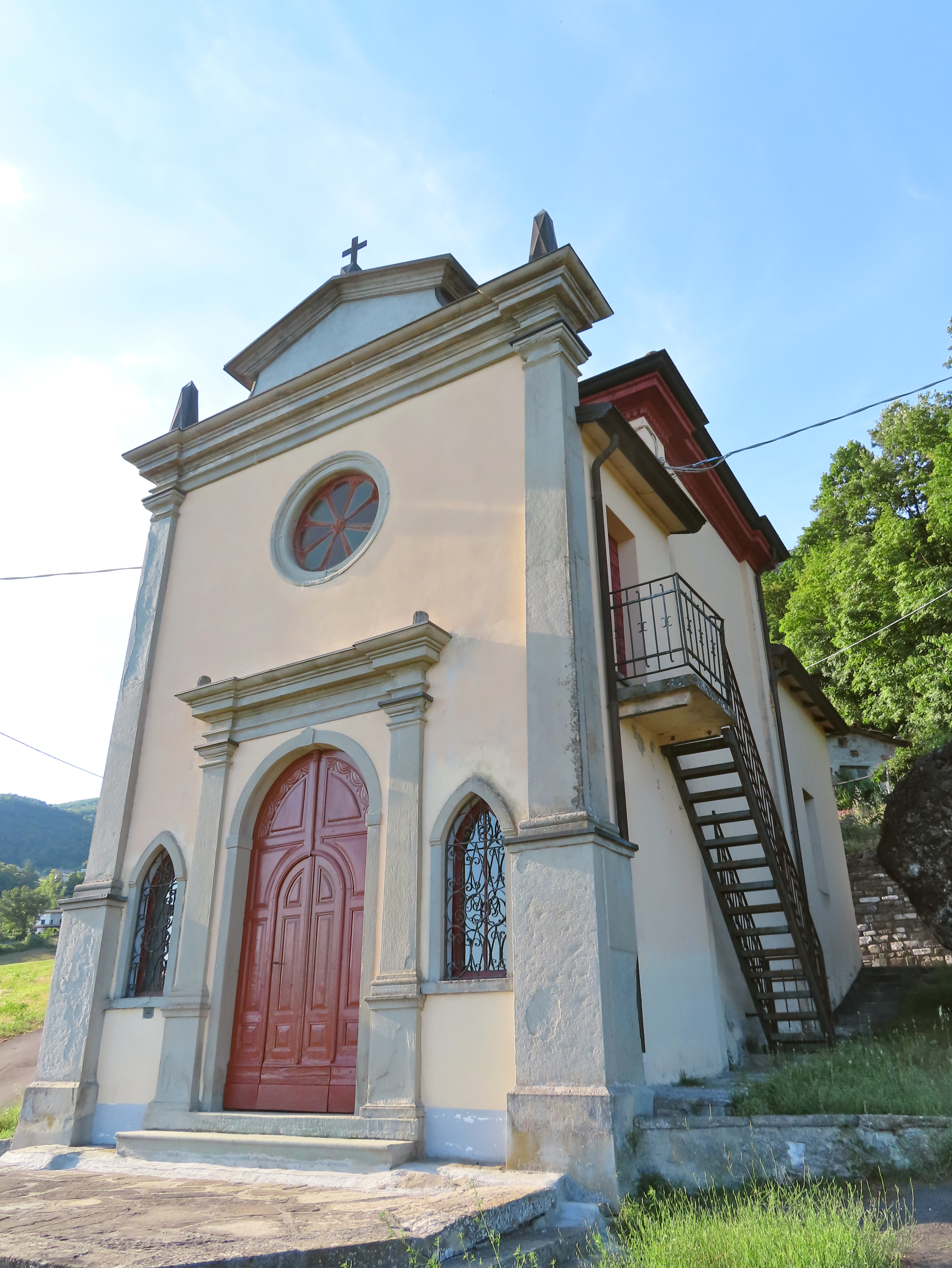
Facciata e lato est

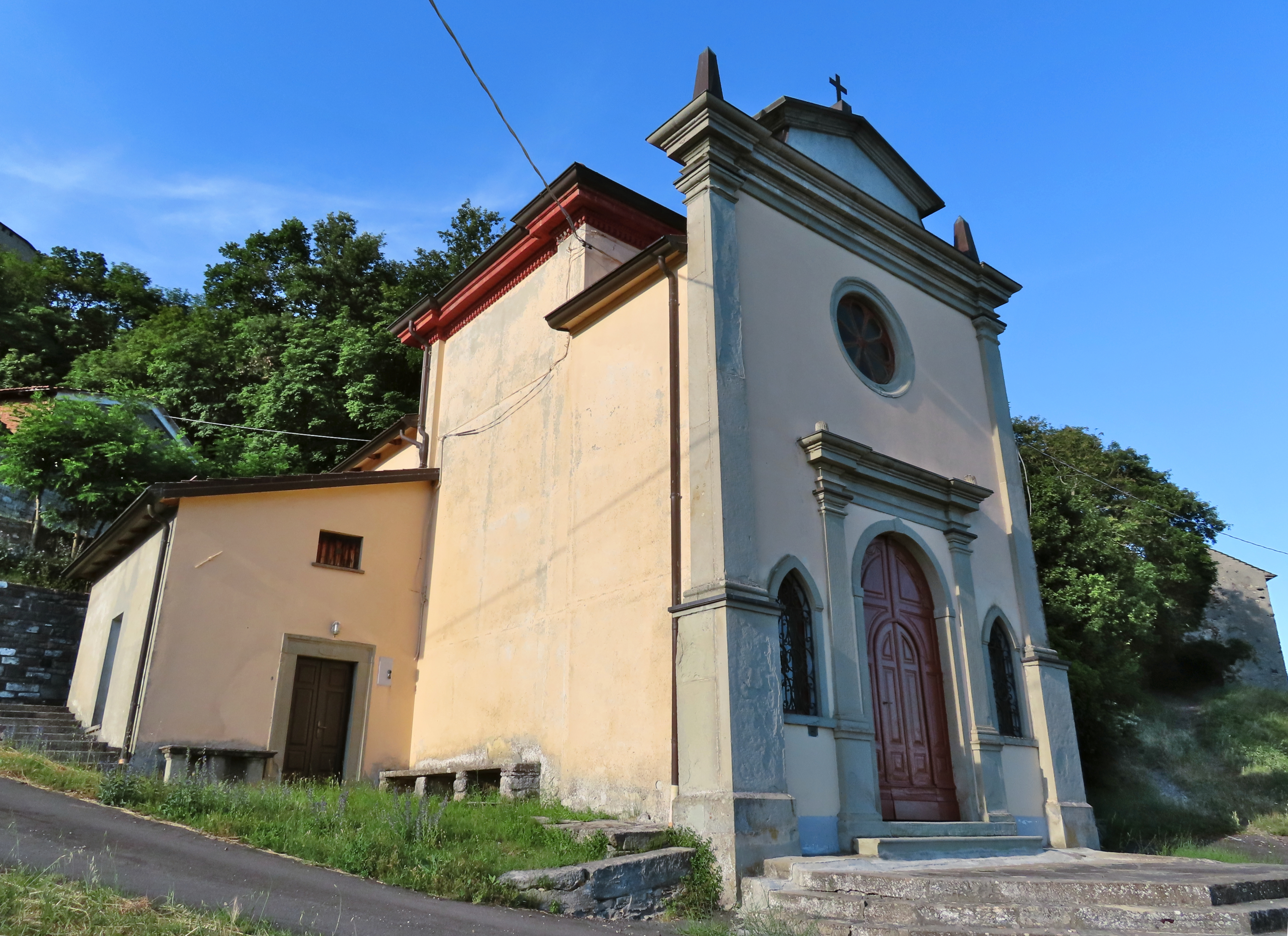
Facciata e lato ovest

L'oratorio si sviluppa su un impianto a navata unica, con ingresso a sud e presbiterio a nord.
La simmetrica facciata, quasi interamente intonacata come il resto dell'edificio, è preceduta da una breve scalinata; al centro è collocato l'ampio portale d'ingresso ad arco a tutto sesto, affiancato da due lesene doriche in pietra a sostegno di una trabeazione in aggetto; ai lati si aprono due monofore ad arco ogivale, chiuse da elaborate inferriate risalenti al 1883; in sommità si trova un rosone delimitato da una cornice modanata; alle estremità si ergono su un basamento due lesene doriche in pietra, sormontate da pinnacoli piramidali; a coronamento sull'attico si eleva nel mezzo un frontone mistilineo.
All'interno la piccola navata, a base quadrata, è coperta da una cupola su pennacchi ornata con stucchi raffiguranti vari putti all'interno di motivi floreali; sui quattro spigoli si ergono altrettante paraste doriche, a sostegno del cornicione perimetrale modanato.
Il presbiterio, lievemente sopraelevato, è preceduto dall'arco trionfale a tutto sesto; l'ambiente, chiuso superiormente da una volta a botte dipinta a cassettoni, accoglie l'altare maggiore a mensa e l'ambone in marmo grigio, aggiunti tra il 1990 e il 2000; sul fondo si staglia, all'interno di un'ampia arcata a tutto sesto retta da due colonne doriche in pietra, una grande nicchia a sesto ribassato, delimitata da due lesene doriche a sostegno della trabeazione con frontone mistilineo spezzato; al suo interno è collocata una statua in legno raffigurante la Madonna del Rosario.